# 海盜黨

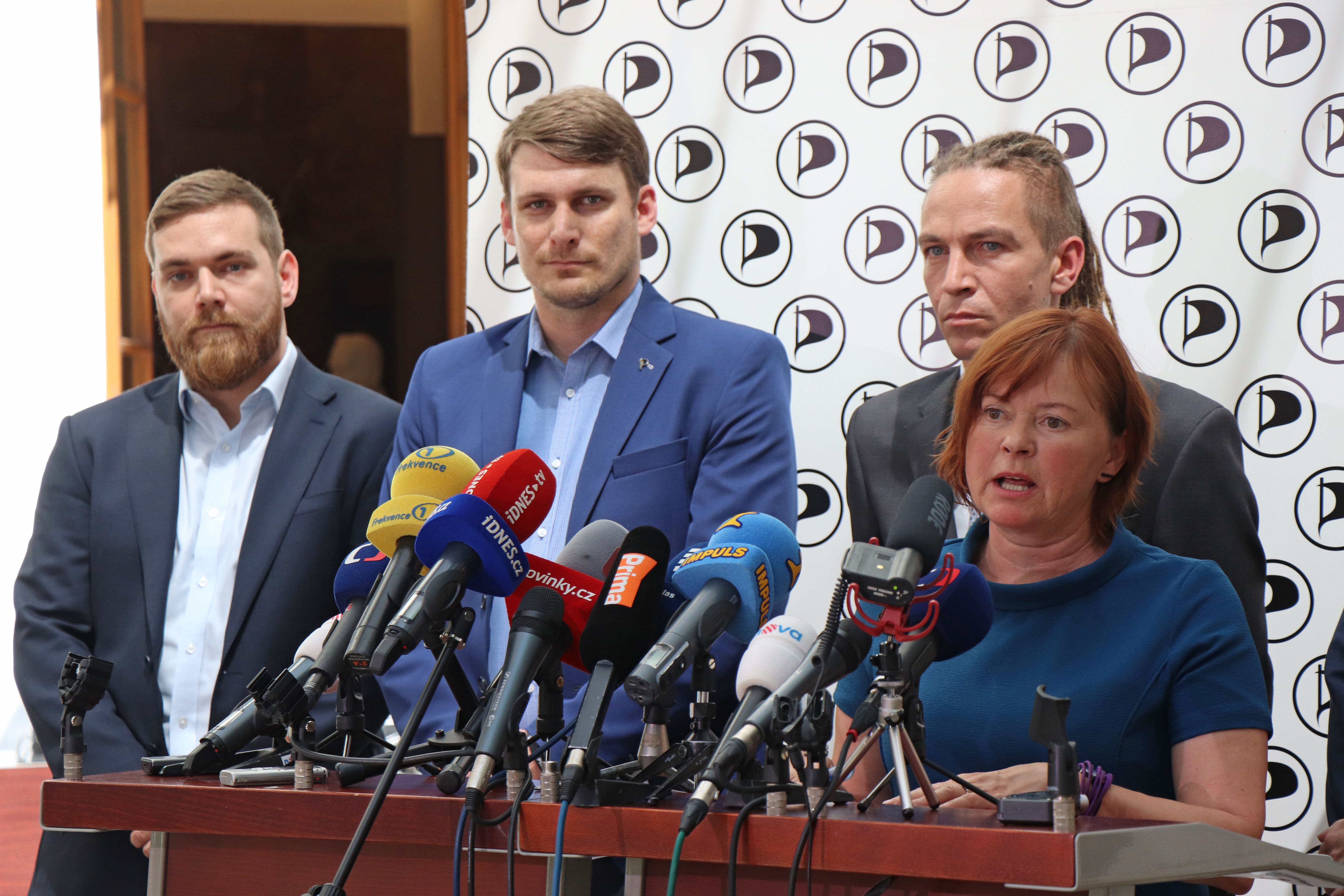
捷克海盜黨國會議員（攝於2019年）

海盜黨（英語：Pirate Party）是世界範圍內具有相同或相似意識形態政黨所使用的名稱。海盜黨支持公民權利、直接民主（包括電子民主）或參與式政府；提倡改革著作權和專利法規，使其以更加靈活和開放的方式激勵創新和創造；鼓勵使用自由和開源軟件；倡導知識共享（自由內容和開放獲取）；贊成信息隱私、公開透明、信息自由、言論自由、反政治腐敗、網絡中立，並反對大規模監控、內容審查及科技巨擘。
海盜黨的自由意志主義哲學是基於互聯網為一個公共空間，每個人都應該有權平等地訪問它；他們認為政府與信息技術大企業的干預侵犯了人們在沒有恐懼與脅迫的情況下按照自己意願生活的權利；公民應當有權自由且不受限制地表達自己的意見，即便這些意見有爭議或不受歡迎。海盜黨所關注的這些理念與公民自由意志主義者及網絡自由意志主義者相一致，這使得它們成為其爭取個體自由的強大盟友。
雖然海盜黨這個名稱最初暗指網絡海盜，但在成員們的努力下使得其與一切形式的海盜聯繫到了一起，從海盜電台到海盜黃金時代。海盜黨通常被認為超出經濟左右翼的光譜外或被認為具有相關背景的吸引力。

## 各國政黨
受到瑞典海盜黨的啟發，目前除瑞典外，海盜黨已在40多個國家或地區興起。

## 外部連結
- 海盜黨國際官方網站 （页面存档备份，存于）（英文）
- 歐洲海盜黨官方網站 （页面存档备份，存于）（英文）